# 総領町
総領町（そうりょうちょう）は、かつて広島県の中東部に存在した町。甲奴郡に属した。
2005年3月31日に庄原市及び比婆郡の全5町と合併（新設合併）し、新たに庄原市となった。

## 町名の由来
成立時に合併に参加した二つの村（田総〔たぶさ〕・領家）から一文字ずつ採って命名された。

## 地理
河川
- 田総（たぶさ）川 - 江の川支流。消滅当時三次市境付近で灰塚ダムの建設が行われていた。

山
- 龍王山(768m)
- 高山(556.2m)

## 沿革
- 1889年4月1日 - 町村制施行に伴い、甲奴郡稲草村・上領家村・亀谷村・木屋村・黒目村・五箇村・下領家村・中領家村が成立する。
- 1912年1月1日 - 稲草村・木屋村・下領家村が合併（新設合併）して田総村が成立する。同日、上領家村・亀谷村・黒目村・五箇村・中領家村が合併（新設合併）して領家村が成立する。
- 1955年3月31日 - 田総村・領家村が合併（新設合併）、同時に町制を施行し、総領町が成立する。
- 1973年9月26日 - 庄原市との境界に存在する広島県道24号福山庄原線（1982年12月6日広島県告示第1,278号により廃止。現：国道432号）の難所・粟石峠にトンネル（粟石トンネル）が開通する。それ以降庄原市との関係が深まる。
- 2005年3月31日 - 庄原市および比婆郡口和町・西城町・高野町・東城町・比和町と合併（新設合併）し、新たに庄原市となった。

## 産業

### 特産品
- 田総羊羹
- 花ほぼろ - 竹細工の花籠。
- 提灯菓子

## 大字
- 稲草（いなくさ）
- 上領家（かみりょうけ）
- 亀谷（かめだに）
- 木屋（きや）
- 黒目（くろめ）
- 五箇（ごか）
- 下領家（しもりょうけ）
- 中領家（なかりょうけ）

## 教育
小学校
- 総領町立総領小学校

中学校
- 総領町立総領中学校

## 交通

### 鉄道
町内に鉄道路線は通っていない。利用するとすればJR芸備線備後庄原駅かJR福塩線上下駅まで市の運営するバスで赴く必要がある。

### 道路
国道
- 国道432号

主要地方道
- 広島県道51号甲山甲奴上市線
- 広島県道78号三良坂総領線

一般県道
- 広島県道414号高光総領線
- 広島県道422号中領家庄原線
- 広島県道423号原谷神石線

## 名所・旧跡
- セツブンソウ自生地
- 道の駅リストアステーション
- 松尾芭蕉句碑・麦宇翁之碑・文塚（稲草地区）
- ふるさとセンター田総

## 年中行事
- 総領町おいでん祭 - 9月末または10月初旬の土曜日・日曜日開催。世界一の餅つきが行われる。
- 節分草祭 - 3月中旬の日曜日開催。

## 備考
総領町は同じく庄原市の一部になった比婆郡高野（082486）・比和（082485）両町とともに本州で最後まで残った市外局番6ケタ地域だった（市外局番082488、2004年2月28日変更）。